# Маркијан Сиракуски
Свети епископ Маркијан (рођен у 1. веку у Антиохији, пострадао 68. године у Сиракузи) - светитељ, први епископ Сиракузе, ученик светог апостола Петра.

## Живот
Према предању цркве, светог Маркијана послао је свети апостол Петар 39. године да проповеда Јеванђеље у Сиракузи. Први хришћани су се окупили у пећини Пелопија у Акрадинској области. Ширење хришћанства изазвало је незадовољство међу Сенатом и Јеврејима, јер су многи Јевреји прешли у нову веру. 68. године Маркијан је каменован до смрти. По другом предању, пострадао је у Сиракузи за време царева Галијена и Валеријана (253-260) две стотине година касније.
Мошти светог Маркиана се чувају у граду Гаета, где се поштује као светитељ заштитник, заједно са светим Еразмом. Свети Маркијан се такође поштује као светитељ заштитник Сиракушке епархије.
Православна црква прославља светог Маркијана 30. октобра (12. новембра).